# Transportgeschwader 5
La Transportgeschwader 5 (TG 5) (5e escadron de transport) est une unité de transport aérien de la Luftwaffe pendant la Seconde Guerre mondiale. 

## Organisation

### Stab. Gruppe
Le Stab./TG 5 est formé en mai 1943 à partir du Stab/Kampfgruppe zur besonderen Verwendung Wittstock (KGrzbV Wittstock).

Il est dissous en juillet 1944.

Geschwaderkommodore (Commandant de l'escadron) :
| Début    | Fin          | Grade  | Nom               |
| -------- | ------------ | ------ | ----------------- |
| Mai 1943 | 1944         | Oberst | Gustav Damm       |
| 1944     | Juillet 1944 | Oberst | Guido Neundlinger |

### I. Gruppe
Formé en mai 1943 à partir du I./Kampfgeschwader zur besonderen Verwendung 323 (KGzbV 323) avec :
- Stab I./TG 5 à partir du Stab I./KGzbV 323
- 1./TG 5 à partir du 1./KGzbV 323
- 2./TG 5 à partir du 2./KGzbV 323
- 3./TG 5 à partir du 3./KGzbV 323
- 4./TG 5 à partir du 4./KGzbV 323

Le I./TG 5 est dissous en août 1944, et les restes du Gruppe sont absorbés par le 15./TG 4.

Gruppenkommandeure (Commandant de groupe) :
| Début    | Fin       | Grade | Nom           |
| -------- | --------- | ----- | ------------- |
| Mai 1943 | Août 1944 | Major | Günther Mauss |

### II. Gruppe
Formé en mai 1943 à partir du II./Kampfgeschwader zur besonderen Verwendung 323 (KGzbV 323) avec :
- Stab II./TG5 à partir du Stab II./KGzbV 323
- 5./TG 5 à partir du 5./KGzbV 323
- 6./TG 5 à partir du 6./KGzbV 323
- 7./TG 5 à partir du 7./KGzbV 323
- 8./TG 5 à partir du 8./KGzbV 323

Le II./TG 5 est dissous en janvier 1944.

Reformé en janvier 1944 à partir du III./TG 5 avec :
- Stab II./TG 5 à partir du Stab III./TG 5
- 5./TG 5 à partir du 9./TG 5
- 6./TG 5 à partir du 10./TG 5
- 7./TG 5 à partir du 11./TG 5
- 8./TG 5 à partir du 12./TG 5

Le II./TG 5 est dissous en août 1944, et les restes de l'effectif sont absorbés par le 16./TG 4.

Gruppenkommandeure :
| Début       | Fin          | Grade     | Nom          |
| ----------- | ------------ | --------- | ------------ |
| Mai 1943    | 5 juin 1943  | Hauptmann | Stephan      |
| 5 juin 1943 | Janvier 1944 | Hauptmann | Fritz Bartel |
| ?           | ?            | ?         | ?            |

### III. Gruppe
Formé en mai 1943 à partir du III./Kampfgeschwader zur besonderen Verwendung 323 (KGzbV 323) avec :
- Stab III./TG 5 à partir du Stab III./KGzbV 323
- 9./TG 5 à partir du 9./KGzbV 323
- 10./TG 5 à partir du 10./KGzbV 323
- 11./TG 5 à partir du 11./KGzbV 323
- 12./TG 5 à partir du 12./KGzbV 323

En janvier 1944, le III./TG 5 est renommé II./TG 5 avec :
- Stab III./TG 5 devient Stab II./TG 5
- 9./TG 5 devient 5./TG 5
- 10./TG 5 devient 6./TG 5
- 11./TG 5 devient 7./TG 5
- 12./TG 5 devient 8./TG 5

Gruppenkommandeure :
| Début | Fin | Grade | Nom |
| ----- | --- | ----- | --- |
| ?     | ?   | ?     | ?   |